# Ellef Mohn
Ellef Mohn (* 13. August 1894 in Gjøvik; † 4. Januar 1974 in Oslo) war ein norwegischer Fußballspieler. 

## Karriere

### Verein
Mohn spielte von 1908 bis 1916 bei seinem Heimatverein SK Gjøvik-Lyn. 1914 stand er mit SK Lyn im Finale um den norwegischen Fußballpokal, das die Mannschaft aus der Provinz Oppland mit 2:4 gegen Frigg Oslo FK verlor, wohin er 1917 wechselte. 
Mit Frigg erreichte er von 1919 bis 1921 dreimal in Folge das Pokalfinale. Nachdem die Finalspiele 1919 und 1920 verloren wurden, gelang 1921 ein 2:0-Sieg gegen Odd Grenland.

### Nationalmannschaft
1920 debütierte Mohn beim olympischen Fußballturnier 1920 in Antwerpen in der norwegischen Nationalmannschaft, als er im Spiel gegen Italien (1:2 n. V.) die Position von  Adolph Wold einnahm. Es folgten zwei Einsätze im Jahr 1922 gegen Finnland (3:1) und Dänemark (3:3).